# Freziera alata
Espèce
Statut de conservation UICN

 VU B1+2c, D2 : Vulnérable
Freziera alata est une espèce de plantes à fleurs de la famille des Pentaphylacaceae.

## Publication originale
- Kew Bulletin 74(14): 4, f. 1A–E, 2A–F. 2019. (15 Mar. 2019)